# Mirador (chanson de Kezah)
Pour les articles homonymes, voir Mirador.
Singles par Freddy Gladieux
Vive les promeneurs
(2020)
Mirador est une chanson parodique sortie en 2019, interprétée par Kezah et Freddy Gladieux. Elle parodie toutes les caractéristiques des hits de l'été, de la mélodie, aux paroles, en passant par le clip.
Cette chanson est créée dans le cadre d'un défi, imaginé par le vidéaste Squeezie, au cours duquel deux binômes s'affrontent pour concevoir le meilleur hit de l'été en seulement trois jours.
Le single rencontre un vif succès, notamment sur YouTube où il est initialement publié, puis sur les plateformes de téléchargement dans les jours suivants. Il parvient même à être certifié single d'or.

## Genèse
Dans une vidéo durant un peu plus d'une heure, intitulée « Qui fera le meilleur hit de l’été ? (en 3 jours) », publiée le 5 juin 2019 sur sa chaîne YouTube, Squeezie se donne le défi, avec Joyca, Kezah et Freddy Gladieux, de créer deux hit de l'été en trois jours,,. Pour l'occasion, deux binômes sont constitués : Squeezie et Joyca d'une part et Kezah et Freddy Gladieux de l'autre. La vidéo permet ainsi de voir l'avancement des deux projets, du point de vue de chaque binôme, puisque ce n'est qu'au terme des trois jours qu'ils découvrent la composition de l'autre,,.
De cette vidéo naissent deux titres : Bye Bye, de Squeezie et Joyca et Mirador de Kezah et Freddy Gladieux. Elles reprennent tous les clichés des hits de l'été, tant au niveau du rythme que des paroles. Les deux ont des sonorités latino, mêlant rap et reggaeton,.
Le rappeur Gims est invité en fin de cette vidéo, pour départager les deux titres. Selon lui, c'est Mirador qui est le meilleur hit de l'été,,,.

## Accueil
| Titre   | Année | Meilleure position | Meilleure position | Meilleure position | Meilleure position | Certifications |
| Titre   | Année | FRA                | BEL (WAL)          | SUI                | SUI (ROM)          | Certifications |
| ------- | ----- | ------------------ | ------------------ | ------------------ | ------------------ | -------------- |
| Mirador | 2019  | 7                  | 19                 | 53                 | 13                 | France : Or    |

Initialement publié le 8 juin 2019 sur YouTube, en une semaine, le titre parvient à totaliser 11,8 millions de vues. En dix jours, le titre dépasse la barre des 12 millions de vues.
Lors de sa publication sur les plateformes de téléchargement, le 14 juin 2019, en seulement une journée, le single parvient à se classer en tête des téléchargements sur ITunes et dans le top 50 monde sur Spotify,,.
Le single est d'ailleurs joué dans des discothèques et à la radio,, ce qui fait grandir sa notoriété, de sorte que le 23 juin 2019, soit moins d'un mois après la sortie du titre, les organisateurs du festival Solidays convient les interprètes, pour qu'ils puissent se produire devant les quelques 50 000 festivaliers présents,,.
En quelques mois, Mirador est certifié single d'or, avec plus de 15 millions d’équivalents streams.

## Clip vidéo
Les clips vidéo de Mirador et de Bye Bye sont tournés au même moment, quelques jours après la conception des singles,.
Les quatre interprètes se rendent au Portugal et ont pour objectif de réunir tous les « clichés visuels pour le clip », selon Squeezie. Ainsi, pour Mirador, Kezah et Freddy se teignent les cheveux en blond. Ils se retrouvent alternativement dans une voiture rouge de la marque Ferrari, sur la plage, sous le soleil, et entouré de filles,,.
Squeezie et Joyca apparaissent aussi dans le clip : ils font de l'auto-stop, et Kezah et Freddy passent devant eux dans leur voiture, sans s'arrêter.